# My Lady Héroïne
Singles de Serge Gainsbourg
Goodbye Emmanuelle
(1977) Sea, Sex and Sun
(1978)
My Lady Héroïne est une chanson de Serge Gainsbourg parue en single en 1977.
Sur la musique d'Un marché persan d'Albert Ketèlbey joué façon rock'n'roll, Gainsbourg écrit un très beau texte qui ne parle pas de drogue, contrairement à ce que l'on pourrait croire, mais de sa fille Charlotte.
N'ayant pas rencontré le succès commercial attendu dans ses albums, l'artiste cherche à percer commercialement à tout prix avec un tube. Une première tentative avait été faite en 1975 avec le single L'Ami Caouette qui réussit à trouver son public au détriment de la qualité artistique selon l'artiste qui la considère comme "une connerie monumentale". C'est dans ce contexte que Gainsbourg publie My Lady Héroïne (avec en face B la chanson Trois millions de Jocondes) qui ne rencontre pas le succès escompté. Toutefois, la consécration est proche et a lieu l'année suivante avec le tube Sea, Sex and Sun.

## Reprises
La chanson de Serge Gainsbourg est reprise par Maxime Guyot en 2022.